# 2834 Крісті Керол
2834 Крісті Керол (2834 Christy Carol) — астероїд головного поясу, відкритий 9 жовтня 1980 року.
Тіссеранів параметр щодо Юпітера — 3,419.